# Стонски бедем
Стонски бедем представља утврђени систем који дели од копна полуострво Пељешац у његовом корену који је на том месту широк 1100m (тзв. Стонска превлака). Чини га 5 утврђења повезаних бедемом ојачаним са 31 квадратном и 10 округлих кула. Он почиње утврђењем Малог Стона на северној страни Пељешца на обали Малостонског канала одакле прати конфигурацију терена и уздиже се до његовог врха, после чега се спушта до утврђења Великог Стона на јужној страни превлаке на обали Стонског канала. Подигла га је у другој половини XIV века (градња је отпочела 1358. године) Дубровачка република да би заштитила Пељешац и Стон које је 1333. године купила од српског краља Душана (краљ 1331 — 1346, цар 1346 — 1354) за 8000 перпера и 500 перпера годишњег данка (тзв. стонски доходак). Посебан значај бедем је имао у заштити стонских солана које су републици светог Влаха само током 1575. године донеле зараду од 15.900 дуката и узгајалишта острига. Укупна дужина бедема, са све утврђењима, износи око 5,5 km, од чега је данас опстало око 5 km бедема са 20 кула, али су тренутно у току радови на санацији и рестаурацији целокупног бедема.